# Marijan Ognjanow
Marijan Ognjanow (bulgarisch Мариян Огнянов, engl. Transkription Mariyan Ognyanov; * 30. Juli 1988 in Lom, Bulgarien) ist ein bulgarischer Fußballspieler, der seit August 2018 für ZSKA 1948 Sofia spielt. Seine Position ist der Sturm.

## Karriere
Ognjanow begann seine Karriere 2001 beim FC Romiteli. 2004 verließ er den Klub und wechselte zu Lewski Sofia, wo er bis zum Frühjahr 2009 im Kader der ersten Mannschaft stand. Im Frühjahr 2009 spielte er insgesamt 14 Spiele bei Belasiza Petritsch, wohin Ognjanow verliehen wurde. Zuvor konnte er mit Lewski zwei Meisterschaften, zwei Pokalsiege und zwei Supercups feiern. Ab der Saison 2009/10 stand der Stürmer wieder im Kader von Lewski. Im Januar 2012 erhielt der Stürmer einen Vertrag beim Zweitligisten Botew Plowdiw, mit dem er im gleichen Jahr in die erste Liga aufstieg. Er blieb mehr als vier Jahre bei Botew, bis die Einsätze in der Saison 2015/16 weniger wurden. In der Spielzeit 2013/14 hatte er zuvor mit seiner Mannschaft die Qualifikation zur Europa League erreicht. Im Sommer 2016 wechselte er zum Aufsteiger FK Neftochimik. Am Ende der Saison 2016/17 musste er mit seinem neuen Team absteigen. Anschließend schloss er sich Tscherno More Warna an. Seit August 2018 spielt er für ZSKA 1948 Sofia in der B Grupa.

## Erfolge
- bulgarischer Meister 2006, 2007
- bulgarischer Pokalsieger 2005, 2007
- bulgarischer Supercupsieger 2005, 2007